# Думешть (Алба)
Думешть, Думешті (рум. Dumești) — село у повіті Алба в Румунії. Входить до складу комуни Селчуа.
Село розташоване на відстані 299 км на північний захід від Бухареста, 35 км на північ від Алба-Юлії, 45 км на південь від Клуж-Напоки.

## Населення
За даними перепису населення 2002 року у селі проживала 81 особа, усі — румуни. Усі жителі села рідною мовою назвали румунську.